# Kis-Moszkva
Kis-Moszkva (vagy Nagyvázsonyi laktanya) Magyarország egyik legnagyobb kísértetvárosa, Veszprém vármegyében. Az egykori katonai lakótelep és titokzatos objektum a Bakony déli részén, Nagyvázsony külterületén, a községtől kb. 8-10 km-re északra található. 
A szovjet katonai bázis 1968-ra készült el, egyes információk szerint a magyar állam pénzén, szovjet irányítás alatt dolgozó magyar munkásokkal. Szovjet katonák és családjaik laktak itt, és a rendszerváltás előtt az egyik legszigorúbban őrzött szovjet laktanya volt. Mintegy 300-400 ember élhetett itt a rendszerváltás előtt. Az oroszok csak Kisvárosnak hívták.
A Magyar Honvédség korábbi vezérkari főnöke által megerősített információk szerint a bázison nukleáris robbanófejeket is tároltak.
A rendszerváltást követő kivonulás során 1990. március 28-án teljesen elnéptelenedett. A kiürülése után ami mozdítható volt, azt szétlopták, majd a Magyar Honvédség szigorú őrizete alá került, ezáltal nem látogatható területnek számít. Mivel a Honvédelmi Minisztériumnak még a 2010-es években sem voltak megvalósítható tervei a területre, ezért a hely fokozatosan az enyészet martalékává válik.
A 2010-es évek végén csak engedéllyel lehet látogatni.

## Képek

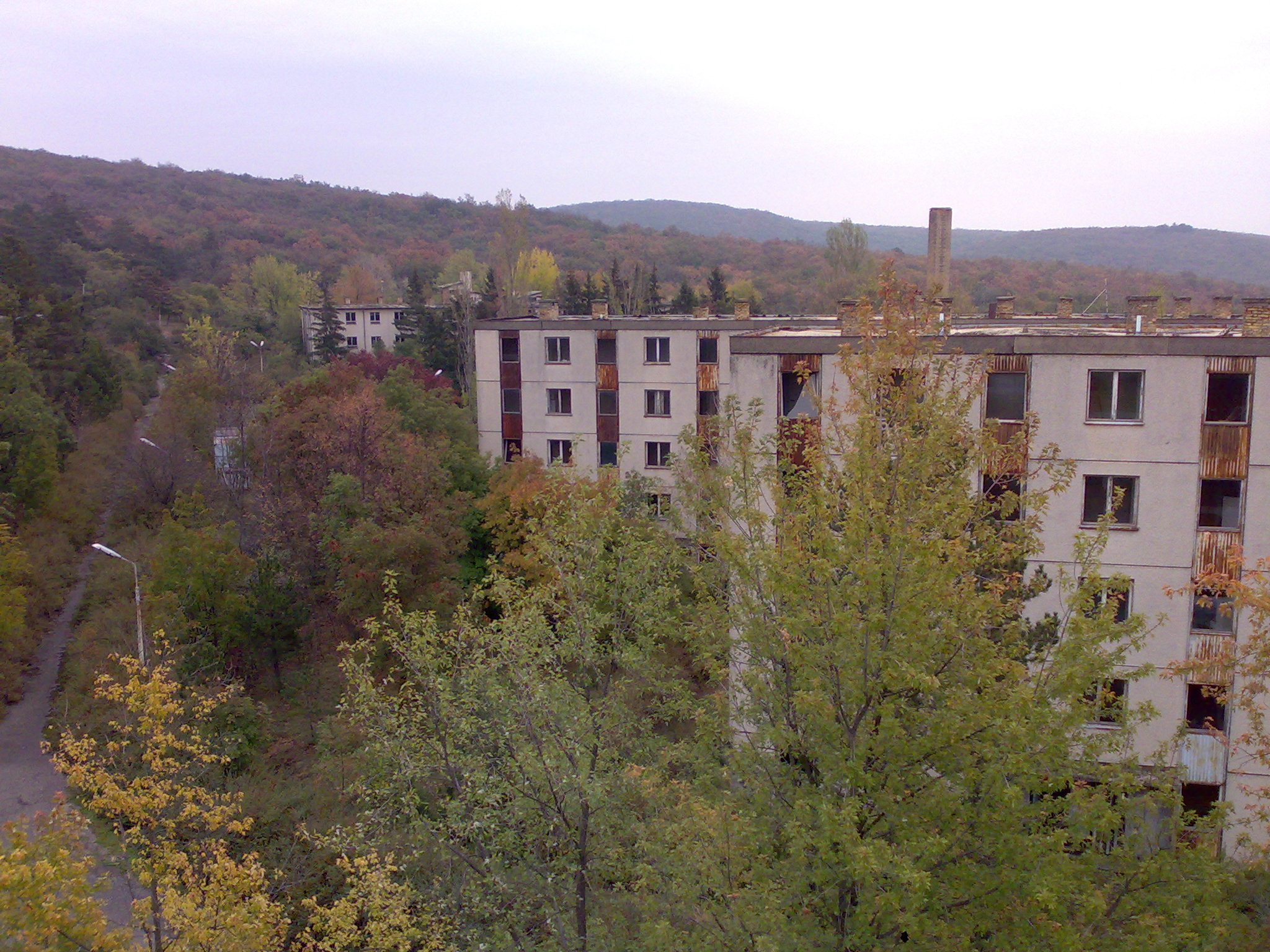
Panelházak
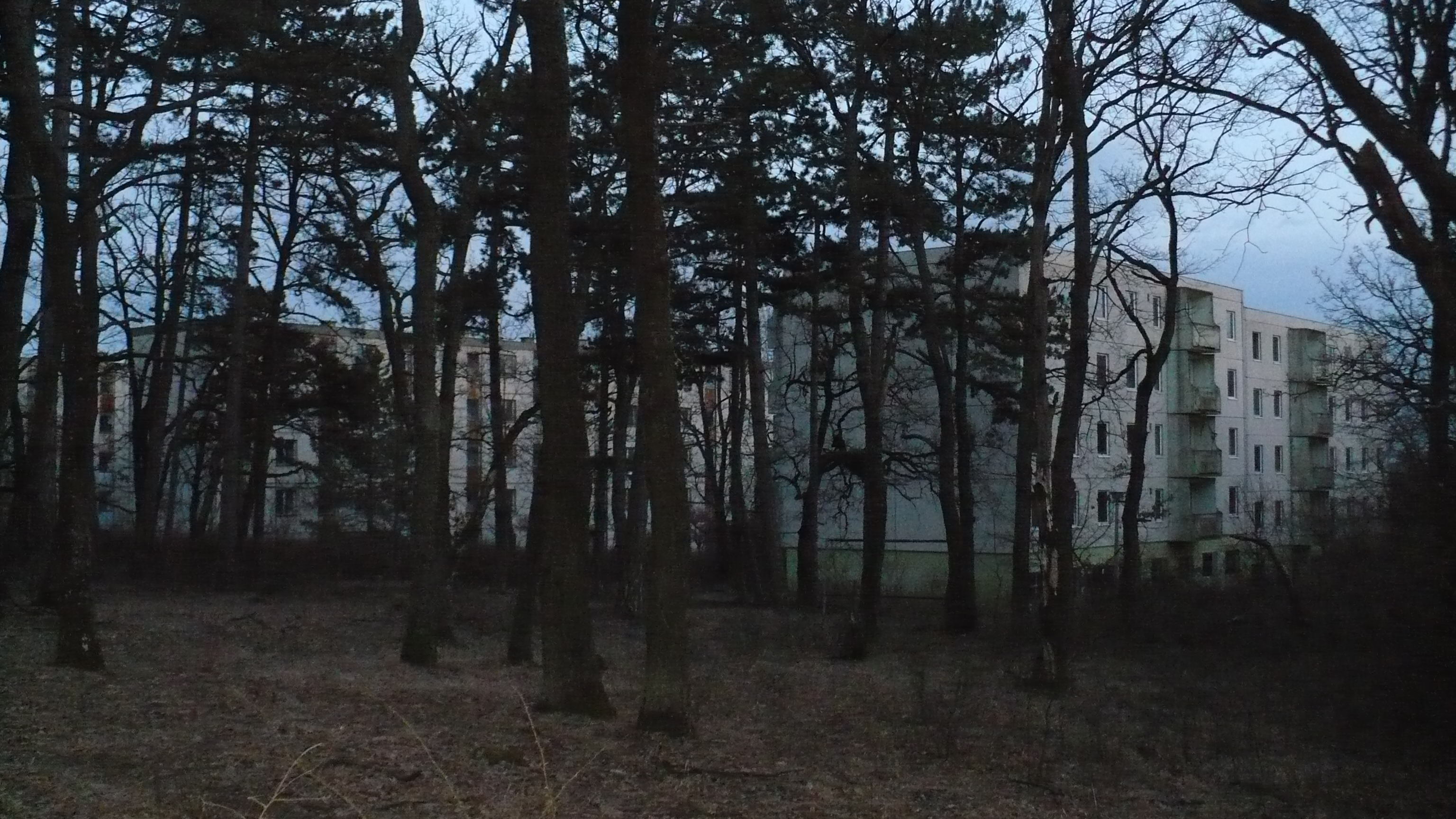
Panelházak
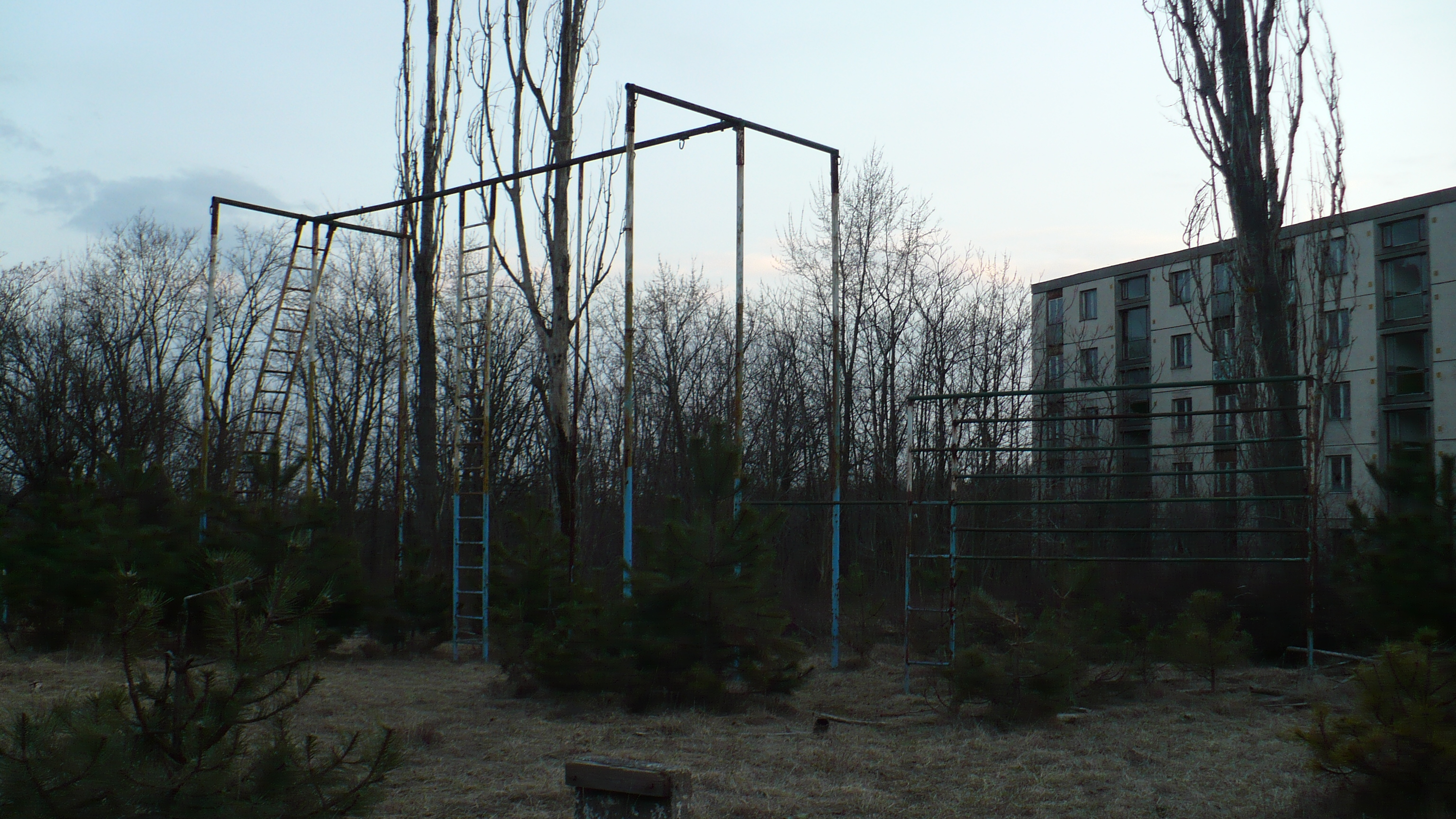
Edzőpálya
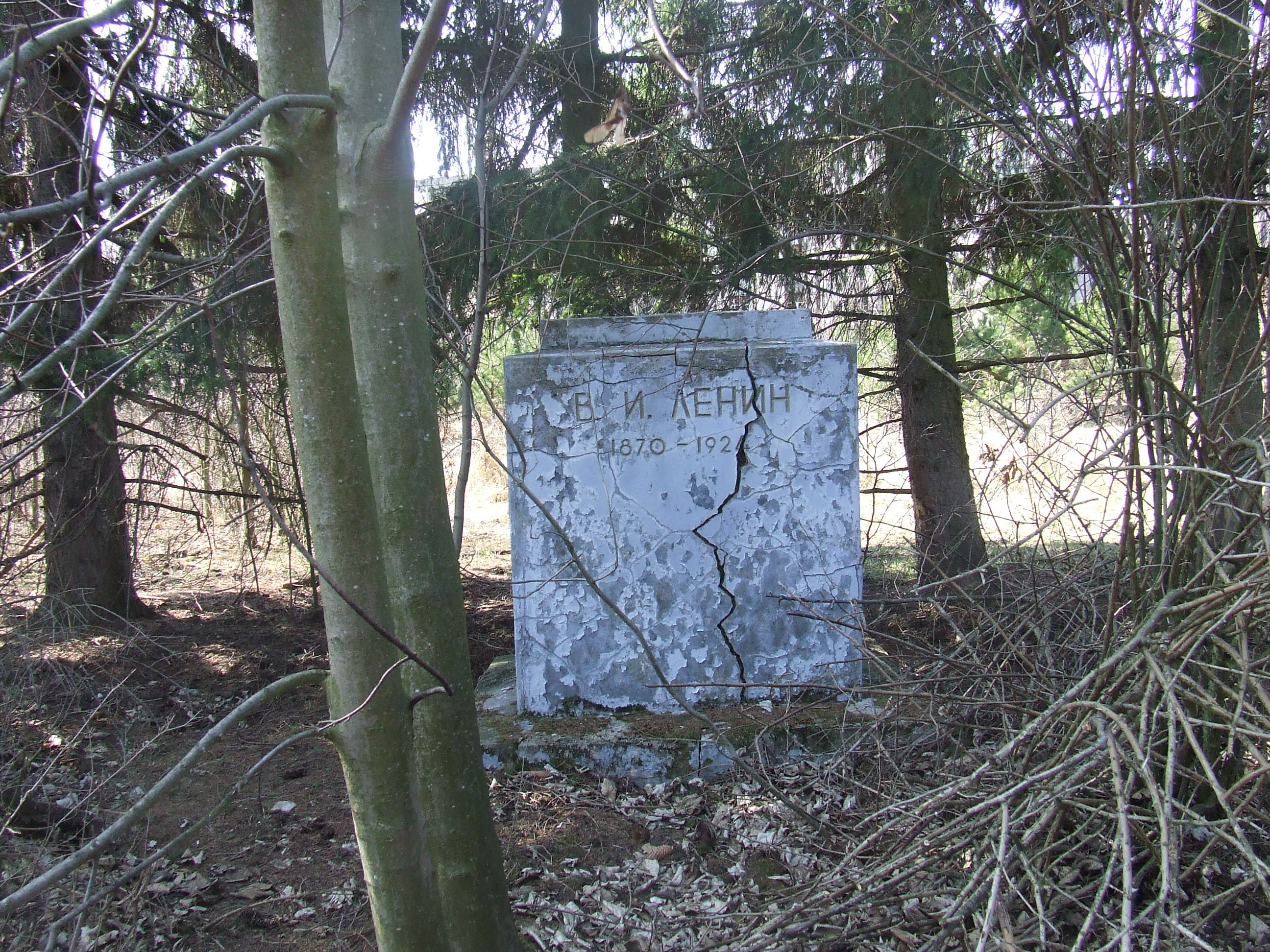
Lenin-szobor talapzata
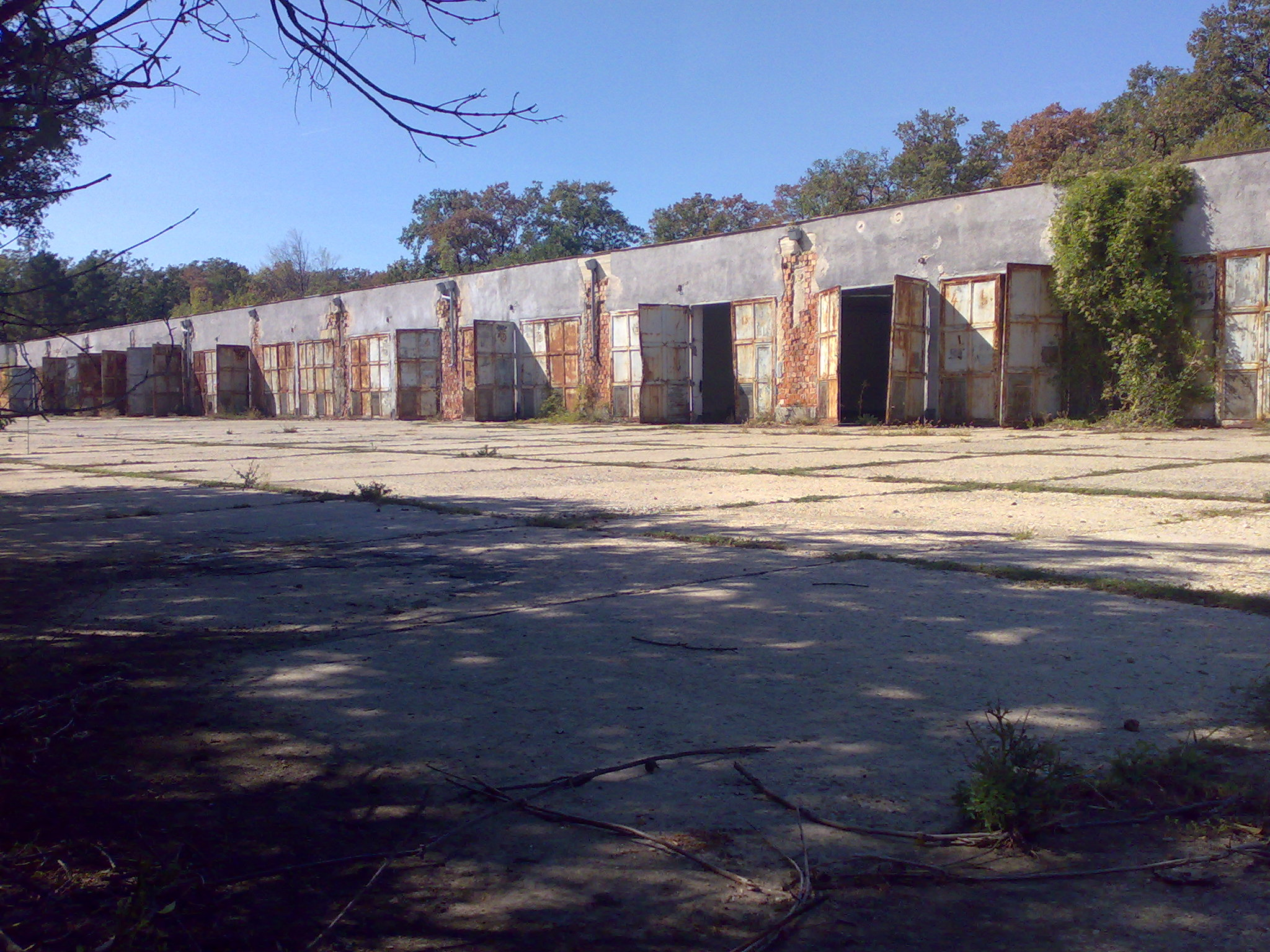
Egykori garázsok
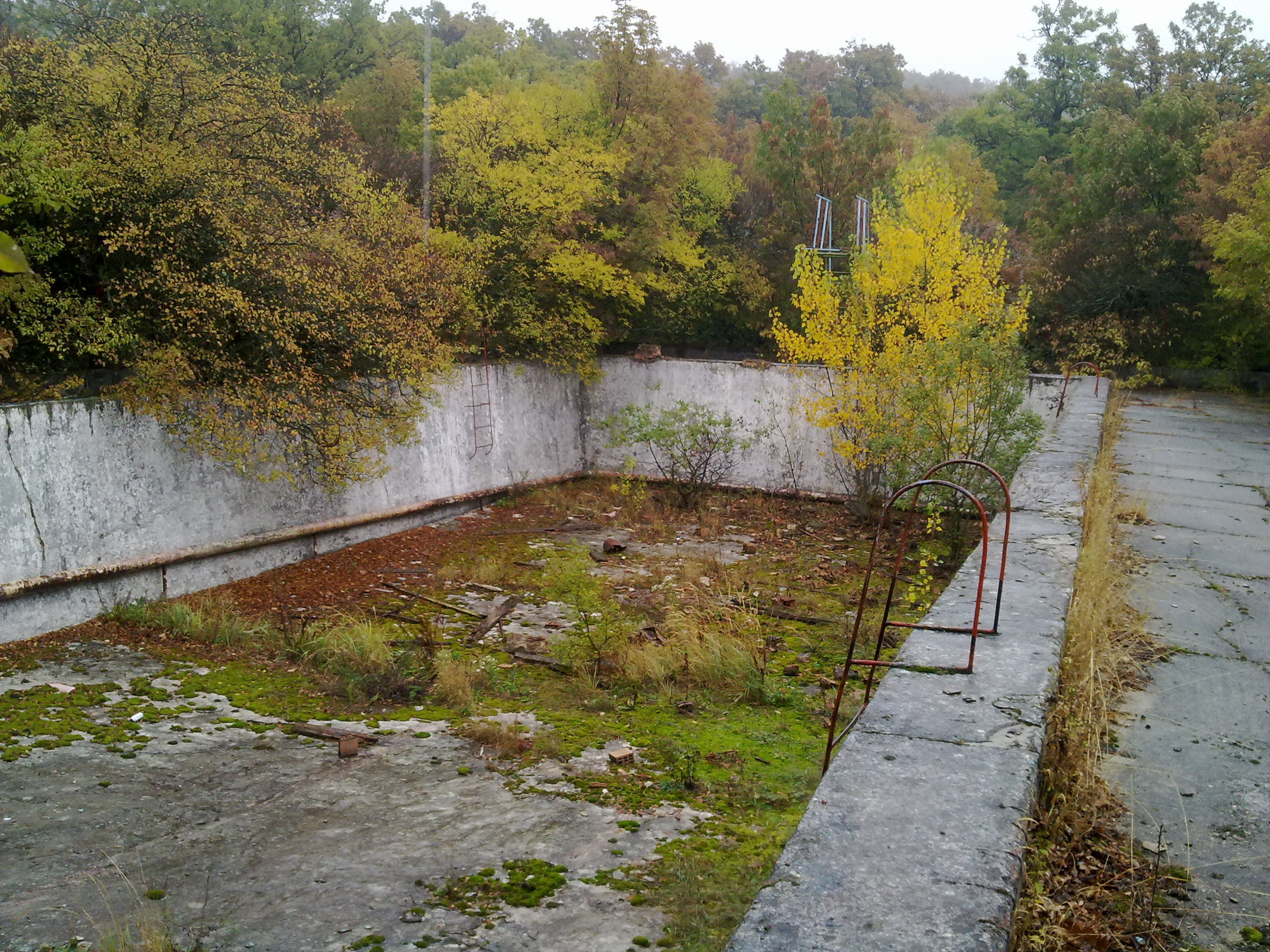
Egykori medence